# Kiss Alive/35 World Tour
El Kiss Alive/35 World Tour es una gira de conciertos realizada por la banda de Hard rock norteamericana Kiss como celebración del 35 aniversario de la banda. Éste es el primer gran tour que Kiss realiza desde el Rock the Nation Tour en 2004. En este Tour, Kiss se presenta en Nueva Zelanda por primera vez desde el Alive/Worldwide Tour en 1997; en Europa, en Chile, Argentina y Brasil por primera vez desde el Psycho Circus Tour en 1998; y en Perú, Colombia y Venezuela por primera vez en la historia. Este tour ha sido el más exitoso realizado por Kiss en Europa.

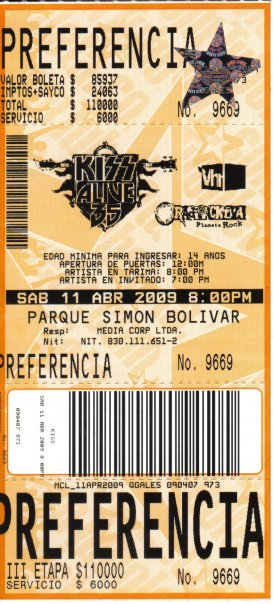
Entrada al concierto de Kiss en Bogotá, correspondiente a su gira Kiss Alive/35 World Tour en 2009.

## Lista de canciones

### Australia/Nueva Zelanda
- "Deuce"
- "Shout It Out Loud"
- "C'mon and Love Me"
- "Lick It Up"
- "I Love It Loud"
- "Calling Dr. Love"
- "Shock Me" (Tommy Thayer en voz principal y solo de guitarra)
- "Let Me Go, Rock 'n' Roll"
- "Firehouse"
- "100,000 Years" (Eric Singer solo de batería)
- "God of Thunder" (Gene Simmons solo de bajo)
- "Black Diamond" (Eric Singer en voz principal)
- "Love Gun" (Paul Stanley vuela sobre la audiencia)
- "Detroit Rock City"
- "Shandi" (versión acústica interpretada solo por Paul Stanley)
- "I Was Made for Lovin' You"
- "Rock and Roll All Nite"

### Europa/Norte América
- "Deuce"
- "Strutter"
- "Got to Choose"
- "Hotter Than Hell"
- "Nothin' to Lose"
- "C'mon and Love Me"
- "Parasite"
- "She" (Tommy Thayer solo de guitarra)
- "Wathing You"
- "100,000 Years" (Eric Singer solo de batería)
- "Cold Gin" (no fue interpretada en Konocti Harbor, Agosto 31)
- "Let Me Go, Rock 'n' Roll"
- "Black Diamond"
- "Rock and Roll All Nite"

#### Encores
- "Shout It Out Loud"
- "Lick It Up"
- "I Love It Loud" (Gene Simmons solo de bajo)
- "I Was Made for Lovin' You"
- "Love Gun" (Paul Stanley vuela sobre la audiencia)
- "Detroit Rock City"
- "Forever"

### Sudamérica
- "Deuce"
- "Strutter"
- "Got To Choose"
- "Hotter Than Hell"
- "Nothin' To Lose"
- "C'mon And Love Me"
- "Parasite"
- "She"
- "Watching You"
- "100,000 Years"
- "Cold Gin"
- "Let Me Go Rock n' Roll"
- "Black Diamond"
- "Rock And Roll All Nite"

#### Encores
- "Forever" solo en Bogotá, Caracas y Lima a petición de la audiencia
- "Shout It Out Loud"
- "Lick It Up"
- "I Love It Loud"
- "I Was Made For Lovin' You"
- "Love Gun" (Paul vuela encima del público)
- "Detroit Rock City"

## Personal
- Paul Stanley (Voz, Guitarra rítmica)
- Gene Simmons (Voz, Bajo)
- Tommy Thayer (Voz, Guitarra principal)
- Eric Singer (Voz, Percusión)

## Fechas del Tour
| Fecha                          | Ciudad                  | País            | Lugar                                        |
| ------------------------------ | ----------------------- | --------------- | -------------------------------------------- |
| Primera Manga - Oceanía        |                         |                 |                                              |
| 16 de marzo de 2008            | Melbourne               | Australia       | Melbourne Grand Prix Circuit                 |
| 18 de marzo de 2008            | Brisbane                | Australia       | Brisbane Entertainment Center                |
| 20 de marzo de 2008            | Sídney                  | Australia       | Acer Arena                                   |
| 22 de marzo de 2008            | Wellington              | Nueva Zelanda   | Rock2Wgtn Festival                           |
| Segunda Manga - Europa         |                         |                 |                                              |
| 9 de mayo de 2008              | Oberhausen              | Alemania        | König Pilsener Arena                         |
| 11 de mayo de 2008             | Múnich                  | Alemania        | Olympiahalle                                 |
| 12 de mayo de 2008             | Viena                   | Austria         | Stadthalle                                   |
| 13 de mayo de 2008             | Verona                  | Italia          | Verona Arena                                 |
| 15 de mayo de 2008             | Belgrado                | Serbia          | Stadium Tašmajdan CANCELADO                  |
| 16 de mayo de 2008             | Sofía                   | Bulgaria        | Akademik Stadium                             |
| 18 de mayo de 2008             | Atenas                  | Grecia          | Terra Vibe Park                              |
| 22 de mayo de 2008             | Riga                    | Letonia         | Arena Riga                                   |
| 24 de mayo de 2008             | Moscú                   | Rusia           | Olimpic Arena                                |
| 26 de mayo de 2008             | San Petersburgo         | Rusia           | Ice Palace                                   |
| 27 y el 28 de mayo de 2008     | Helsinki                | Finlandia       | Hartwall Areena                              |
| 30 de mayo de 2008             | Estocolmo               | Suecia          | Stockholms Stadion                           |
| 31 de mayo de 2008             | Oslo                    | Noruega         | Vallhall Arena                               |
| 1 de junio de 2008             | Bergen                  | Noruega         | Koengen                                      |
| 3 de junio de 2008             | Copenhague              | Dinamarca       | Copenhagen Forum                             |
| 4 de junio de 2008             | Hamburgo                | Alemania        | Color Line Arena                             |
| 6 de junio de 2008             | Praga                   | República Checa | O2 Arena                                     |
| 9 de junio de 2008             | Berlín                  | Alemania        | Berlín Velodrom                              |
| 10 de junio de 2008            | Mannheim                | Alemania        | SAP Arena                                    |
| 11 de junio de 2008            | Oberhausen              | Alemania        | König Pilsener Arena                         |
| 13 de mayo de 2008             | Castle Donington        | Inglaterra      | Download Festival                            |
| 15 de junio de 2008            | Nimega                  | Países Bajos    | Arrow Rock Festival                          |
| 17 de junio de 2008            | París                   | Francia         | Palais Omnisports de Paris-Bercy             |
| 18 de junio de 2008            | Stuttgart               | Alemania        | Schleyerhalle                                |
| 21 de junio de 2008            | Bilbao                  | España          | Bilbao Kobetasonik Festival                  |
| 23 de junio de 2008            | Zúrich                  | Suiza           | Hallenstadion                                |
| 24 de junio de 2008            | Milán                   | Italia          | Datchforum                                   |
| 26 de junio de 2008            | Ciudad de Luxemburgo    | Luxemburgo      | Rockhal                                      |
| 27 de junio de 2008            | Nüremberg               | Alemania        | Nüremberg Arena                              |
| 28 de junio de 2008            | Dessel                  | Bélgica         | Graspop Metal Meeting                        |
| Tercera Manga - Estados Unidos |                         |                 |                                              |
| 4 de agosto de 2008            | Sturgis, Dakota del Sur | Estados Unidos  | Rock'n the Rally                             |
| 29 de agosto de 2008           | Las Vegas, Nevada       | Estados Unidos  | Pearl Concert Theatre                        |
| 30 de agosto de 2008           | Lake Tahoe, Nevada      | Estados Unidos  | Harvey's Outdoor Arena                       |
| 31 de agosto de 2008           | Kelseville, California  | Estados Unidos  | Konocti Harbor Resort                        |
| Cuarta Manga - Sudamérica      |                         |                 |                                              |
| 3 de abril de 2009             | Santiago                | Chile           | Estadio Bicentenario Municipal de La Florida |
| 5 de abril de 2009             | Buenos Aires            | Argentina       | Estadio River Plate                          |
| 7 de abril de 2009             | São Paulo               | Brasil          | Arena Skol Anhembi                           |
| 8 de abril de 2009             | Río de Janeiro          | Brasil          | Praça da Apoteose                            |
| 11 de abril de 2009            | Bogotá                  | Colombia        | Parque Simón Bolívar                         |
| 14 de abril de 2009            | Lima                    | Perú            | Estadio Nacional del Perú                    |
| 17 de abril de 2009            | Caracas                 | Venezuela       | Hipódromo La Rinconada                       |
| Quinta Manga - Norteamérica    |                         |                 |                                              |
| 27 de junio de 2009            | Milwaukee               | Estados Unidos  | Marcus Amphitheatre                          |
| 10 de julio de 2009            | Sarnia                  | Canadá          | Rogers Sarnia Bayfest                        |
| 11 de julio de 2009            | Windsor                 | Canadá          | Caesars Windsor                              |
| 13 de julio de 2009            | Montreal                | Canadá          | Bell Centre                                  |
| 15 de julio de 2009            | Ottawa                  | Canadá          | Cisco Ottawa Bluesfest                       |
| 16 de julio de 2009            | Quebec                  | Canadá          | Festival d'été                               |
| 18 de julio de 2009            | Halifax                 | Canadá          | Halifax Commons Park                         |
| 20 de julio de 2009            | Orillia                 | Canadá          | Casino Rama                                  |
| 21 de julio de 2009            | Orillia                 | Canadá          | Casino Rama                                  |
| 28 de julio de 2009            | Paso Robles             | Estados Unidos  | California Mid-State Fair                    |
| 25 de septiembre de 2009       | Detroit                 | Estados Unidos  | Cobo Hall                                    |
| 31 de octubre de 2009          | New Orleans             | Estados Unidos  | Voodoo Experience - New Orleans City Park    |

- Datos: Q2570443